# Oriola (entreprise)
Pour les articles homonymes, voir Oriola.
Oriola Oyj (jusqu'en 2017 Oriola-KD Oyj) est un fournisseur finlandais de services et de produits de santé et de bien-être.

## Présentation
Fondée en 2006, elle a son siège à Espoo et est cotée en bourse d'Helsinki depuis juillet 2006.
Elle fournit des services et des produits de santé et de bien-être aux sociétés pharmaceutiques, aux pharmacies et à d'autres acteurs de l'industrie et aux consommateurs finaux.
Oriola a son siège à Espoo et d'autres sites à Stockholm, Mölnlycke et Enköping.
En Suède, Oriola possède la troisième chaîne de pharmacies du pays, Kronans Apotek (en), avec plus de 320 pharmacies dans toute la Suède.

## Organisation
Oriola est divisé en trois secteurs d'activité: Services, Consommateurs et Santé.
L'unité Consommateurs fournit des produits et services pour la santé et le bien-être des consommateurs et est actif dans le commerce de détail en Suède et en Finlande.
L'unité Services fournit des services personnalisés aux sociétés pharmaceutiques, aux pharmacies et à d'autres acteur du secteur en Suède et en Finlande, ainsi qu'une large gamme de produits de santé grand public pour la vente au détail en Finlande.
L'unité Soins de santé fournit des services aux hôpitaux, aux centres de santé et à d'autres prestataires de soins de santé, ainsi que des services pharmaceutiques et de distribution de doses aux clients publics et privés en Suède et un soutien à la distribution de doses aux pharmacies en Finlande.

## Histoire
La pharmacie Oriola a été fondée en 1948 au sein du groupe Orion.
Le premier objectif commercial est de produire, vendre et distribuer des médicaments chimiques, des produits chimiques et sanitaires.
En 1954, le nom devient Oriola Oy.
En 1968, Oriola déménagé du quartier de Vallila d'Helsinki au quartier de Mankkaa d'Espoo.
En 1970, Oriola créé le service des fournitures hospitalières et le service des fournitures de laboratoire.
Dans les années 1970, Orion s'est développé pour inclure la fournitures d'accessoires de radiographie.
Les accessoires de radiographie et les fournitures de laboratoire sont maintenant regroupés  dans l'unité Healthcare Trade.
Après la scission d'Orion en 2006, Oriola devient Oriola-KD vuoteen 2017 Oriola-KD Oyj, qui était alors le plus grand grossiste pharmaceutique en Finlande et en Suède.
En 2017, Oriola et Kesko signent un accord de création d'une coentreprise et d'une chaîne de magasins nommée Hehku spécialisée dans la santé, la beauté et le bien-être dans toute la Finlande.
La chaîne Hehku (fi), a ouvert sa boutique en ligne et ses 18 premiers magasins au printemps 2018.
En 2018, les 100 premiers magasins ont dû fermer leurs portes.

## Actionnaires
Au 31 décembre 2019, les 8 plus grands actionnaires d'Oriola, par droit de vote, étaient:
| # | Actionnaire                    | % actions | % votes |
| - | ------------------------------ | --------- | ------- |
| 1 | Mariatorp Oy                   | 11,02     | 10,85   |
| 2 | Varma                          | 4,18      | 7,26    |
| 3 | Ilmarinen                      | 3,25      | 6,03    |
| 4 | Wipunen varainhallinta Oy      | 4,88      | 4,72    |
| 5 | Maa- ja Vesitekniikan Tuki ry. | 1,13      | 3,31    |
| 6 | Tukinvest                      | 1,09      | 3,21    |
| 7 | Medical Investment Trust Oy    | 1,14      | 2,57    |
| 8 | Ylppö Jukka Arvo               | 0,98      | 2,45    |